# Bataille de Naungyo
Guerre entre Taungû et Hanthawaddy
La bataille de Naungyo (birman : နောင်ရိုးတိုက်ပွဲ, nàuɴjó taiʔpwɛ́ ; ou Naungyoe) mit aux prises en novembre/décembre 1538 les armées du Royaume de Taungû et du Royaume d'Hanthawaddy dans le delta de l'Irrawaddy, en Basse-Birmanie. Elle fut la plus importante de la guerre entre les deux états (1534–1541). L'armée de Taungû, menée par le général Kyawhtin Nawrahta (futur roi Bayinnaung) remporta une victoire décisive sur les forces supérieures en nombre et mieux équipées d'Hanthawaddy, menées par les généraux Binnya Dala et Minye Aung Naing. Seule une petite portion de ces forces réussirent à atteindre leur destination, la cité fortifiée de Prome (Pyay). Décimées, elles ne furent plus en mesure de reprendre les territoires dont s'était emparé Taungû.
Cette bataille est la plus célèbre de l'histoire de la Birmanie. C'est à sa suite que Kyawhtin Nawrahta reçut de son beau-frère le roi Tabinshwehti le titre de « Bayinnaung » (lit. Frère aîné du roi). Cette bataille est considérée comme « la première touche caractéristique du grand Bayinnaung », fondateur du plus grand empire de l'histoire de l'Asie du Sud-Est.
Le terme « Naungyo » est entré dans le lexique birman. On dit habituellement « နောင်ရိုး စိတ်ဓာတ်ရှိပါ » (lit. Aie l'esprit de Naungyo) ou « ဘုရင့်နောင် ဖောင်ဖျက်သလိုလုပ် » (lit. Détruis tes radeaux comme Bayinnaung) pour encourager quelqu'un à « se jeter à l'eau ».

## Origines
Dans les années 1530, le royaume môn d'Hanthawaddy (qui s'étendait sur l'actuelle Basse-Birmanie) était le plus prospère des états apparus après l'effondrement du Royaume de Pagan en 1287. Le Royaume de Taungû, un ancien vassal du royaume birman d'Ava, n'avait été fondé qu'en 1510. Lorsqu'Ava fut détruit par une confédération d'États Shans en 1527, Taungû se retrouva entouré de royaumes plus grands de tous les côtés : au nord, la confédération, à l'ouest sa vassale Prome et au sud Hanthawaddy. La situation reculée de Taungû, dans la vallée de la Sittang à l'est de la chaîne des Bago Yoma, loin de l'Irrawaddy, attira de nombreux réfugiés birmans échappés d'Ava.

### Guerre entre Taungû et Hanthawaddy
Bien que les royaumes environnants ne lui fussent pas nécessairement hostiles, le roi Tabinshwehti décida de prendre l'initiative. Il choisit d'attaquer Hanthawaddy, car son jeune roi Takayutpi avait une réputation d'incompétence et n'était pas respecté par des propres gouverneurs. À partir de 1534, Taungû lança des raids contre Hanthawaddy à chaque saison sèche. Trois années de suite, ces raids échouèrent devant les fortifications de la capitale Pégou, défendue par deux ministres expérimentés et des mercenaires étrangers disposant d'armes à feu. Incapable de vaincre par la force, Taungû utilisa un stratagème pour diviser les forces d'Hanthawaddy : il fit douter Takayutpi de la loyauté de ses ministres, qui avaient été ses tuteurs depuis son enfance et lui étaient absolument dévoués. Takayutpi eut la sottise de les faire exécuter.
Lorsque les armées de Taungû attaquèrent à nouveau à la fin de 1538, Takayutpi, maintenant privé de ses meilleurs généraux, perdit courage et quitta sa capitale pour Prome, où régnait son beau-frère Narapati (en), vassal des Shans. Il ne s'enfuit pas vers Martaban, qui faisait partie de son royaume, car il n'avait pas confiance dans son gouverneur Saw Binnya (un autre de ses beaux-frères). Taungû prit Pégou sans coup férir au tout début de 1539.

### Fuite vers Prome
La voie la plus directe pour se rendre à Prome depuis Pégou traverse les collines de Bago Yoma, ce qui n'est pas possible pour des armées importantes. Takayutpi choisit de passer par le delta de l'Irrawaddy en divisant ses forces : cinq divisions voyagèrent par voie de terre, tandis que Takayutpi et le reste de ses troupes naviguaient sur 700 embarcations.
À Pégou, Tabinshwehti et son général en chef Bayinnaung étaient bien conscients de n'avoir pris la ville que par ruse et que la puissance militaire d'Hanthawaddy était encore intacte. Tirant les leçons de leurs sièges infructueux de 1534-1537, ils avaient pour priorité d'attaquer l'armée en retraite avant qu'elle ait pu se réfugier derrière les murailles de Prome. Sous un meilleur leadership, ces troupes, nombreuses et appuyées sur une ville fortifiée, auraient représenté une menace constante pour leur domination encore incertaine sur la Basse-Birmanie. Tabinshwehti envoya Bayinnaung avec une petite armée à la poursuite de celle d'Hanthawaddy, tandis qu'il poursuivait lui-même la flottille de Takayutpi.
Les troupes légères de Bayinnaung rattrapèrent l'armée d'Hanthawaddy à Naungyo, de l'autre côté d'une rivière. (Malgré sa célébrité, l'emplacement exact de Naungyo est inconnu. Les chroniques parlent simplement d'une ville du delta sur la route de Prome. Un groupe d'historiens birmans menés par Than Tun a suivi cette route en 1982 et conclu que Naungyo pourrait se trouver quelque part près de la Panmawaddy, dans la municipalité d'Einme (Région d'Ayeyarwady.)
En dépit des protestations de ses officiers, Bayinnaung décida d'attaquer immédiatement l'armée ennemie, plus grande et mieux équipée.

## La bataille

### Forces en présence
L'armée d'Hanthawaddy en retraite était commandée par les généraux Binnya Dala (ဗညားဒလ), Minye Aung Naing (မင်းရဲအောင်နိုင်), Epyathi (အဲပြသီ), Ye Thin Yan (ရဲသင်ရန်) et Paikkamyin (ပိုက်ကမြင်). Selon les chroniques birmanes, elle comptait 80 000 hommes, 800 cavaliers et 200 éléphants. L'armée de Taungû était commandée par Bayinnaung, avec ses seconds Taw Maing Ye (တော်မိုင်းရဲ) et Bayathingyan (ဘယသင်္ကြန်). Leurs forces totales auraient été de 10 000 hommes, 500 cavaliers et 50 éléphants.
Les chiffres réels sont cependant probablement moindre d'un ordre de grandeur. (Les chroniques birmanes surestiment ordinairement les chiffres d'au moins autant. Les historiens occidentaux estiment que même la dynastie Konbaung, qui avait un territoire bien plus grand qu'Hanthawaddy ou la minuscule Taungû de 1539, ne pouvait pas avoir plus de 60 000 hommes. À titre d'exemple, au plus fort de la mobilisation, le général Konbaung Maha Bandula en alignait 30 000 avant la bataille de Rangoon en 1824. Selon l'historien GE Harvey, qui a recoupé les chiffres des chroniques avec les estimations britanniques et chinoises d'époques plus tardives, les chroniques surestiment habituellement les chiffres d'un ordre de grandeur.)
Selon son analyse, les forces devaient être de 8000 hommes pour Hanthawaddy et 1000 pour Taungû. Plus encore, les forces d'Hanthawaddy n'étaient probablement pas huit fois supérieures à celles de Taungû, en dépit des chroniques. Il s'agit probablement là encore d'une exagération. Tous les historiens s'accordent cependant pour admettre qu'Hanthawaddy avait des forces beaucoup plus importantes et un meilleur armement. Ses troupes comprenaient des mercenaires portugais et indiens équipés d'armes à feu,. En 1539, Taungû n'avait pas encore d'accès à la mer et ne pouvait pas recruter de mercenaires étrangers.

### Détruire les radeaux
Quand les éclaireurs de Taungû signalèrent une force ennemie très supérieure sur l'autre rive de la rivière, les officiers de Bayinnaung lui conseillèrent de ne pas l'attaquer. Mais Bayinnaung savait que ces troupes étaient démoralisées et les siennes étaient mieux disciplinées (et mieux commandées). Il décida d'aller de l'avant. Les forces d'Hanthawaddy ayant réquisitionné toutes les embarcations, il fit fabriquer des radeaux pour traverser la rivière.
Juste avant l'attaque, un messager de Tabinshwehti arriva, porteur d'un message lui ordonnant « s'il découvrait l'ennemi, de ne pas l'attaquer mais d'attendre le gros de l'armée ».
Bayinnaung répondit : Dites à Sa Majesté que nous n'avons pas seulement atteint l'ennemi, mais que nous l'avons aussi vaincu.
Taw Maing Ye, un de ses officiers, dit : Vous avez fait annoncer une victoire avant même que nous ayons combattu, et les apparences sont contre nous. Nous pourrions même perdre la bataille. Pensez comment le roi nous punira alors !
Bayinnaung lui répondit : Si nous perdons ? Alors nous mourrons ici, et qui peut punir des morts ?,
Après que tous ses hommes eurent traversé la rivière, il ordonna de détruire tous les radeaux. Ses officiers s'insurgèrent encore en disant :
Les ennemis sont à dix contre un et nous ne nous en tirerons pas vivants si vous détruisez les radeaux.
Justement, dit Bayinnaung, nous sommes obligés de vaincre maintenant, camarades.

### L'engagement
Les généraux d'Hanthawaddy Binnya Dala et Min Ye Aung Naing, peu impressionnés par la petite armée qui s'avançait se préparèrent à l'affronter. Bayinnaung ordonna d'attaquer en trois colonnes :
- à l'aile gauche, 300 fantassins, 200 cavaliers et 15 éléphants commandés par Bayathingyan
- à l'aile droite, 300 fantassins, 200 cavaliers et 15 éléphants commandés par Taw Maing Ye
- au centre, 400 fantassins, 100 cavaliers et 20 éléphants commandés par Bayinnaung lui-même.

Bayinnaung, monté sur son éléphant de guerre Swe La Man (စွယ်လမန်) attaqua le général Binnya Dala, lui aussi monté sur un éléphant. Binnya Dala prit peur, sauta sur un cheval et s'enfuit. Minye Aung Naing fut ensuite tué sur son éléphant. Privé de leurs deux commandants en chef, les troupes d'Hanthawaddy perdirent courage et se désorganisèrent. Les colonnes de Taungû les divisèrent en quatre groupes, tous en désordre. Bientôt leur résistance s'effondra complètement. Les troupes s'enfuirent ou se rendirent en masse. Seule une petite partie réussit à atteindre Prome.
Tabinshwehti arriva sur place le lendemain. Il fut si heureux de la victoire qu'il donna à Bayinnaung (jusqu'alors appelé Kyawhtin Nawrahta) le titre de Bayinnaung (ဘုရင့်နောင်, ou Frère aîné du roi), ainsi que Hlaing (en) (aujourd'hui un quartier de Rangoon) en apanage.

## Conséquences
La bataille s'avéra le moment-clé de la guerre entre Taungû et Hanthawaddy. Malgré ses raids annuels, c'était la première fois que Taungû gagnait une bataille rangée contre une armée d'Hanthawaddy de taille significative. Jusqu'alors, seule l'incompétence de Takayutpi avait permis à un petit état comme Taungû d'en razzier un aussi grand qu'Hanthawaddy.
La stratégie de Bayinnaung d'attaquer l'ennemi en terrain découvert était correcte. Lorsque les forces de Taungû attaquèrent Prome quelques semaines plus tard, elles ne purent venir à bout de ses défenses et durent battre en retraite. Takayutpi demanda à ses alliés de la confédération des états shan et de Prome de passer à l'attaque pour le remettre sur le trône. Ils refusèrent, ce qu'ils n'auraient peut-être pas osé si Takayutpi avait encore eu une armée puissante, capable de remettre en question le contrôle de Taungû sur ses anciens états. Désespéré, Takayutpi essaya de recruter lui-même une nouvelle armée. Il mourut de maladie quelques mois plus tard, alors qu'il cherchait à capturer des éléphants de guerre.
Après la mort de Takayutpi, de nombreux seigneurs môns jurèrent allégeance à la dynastie Taungû. Disposant de forces plus nombreuses, celle-ci put prendre Martaban en 1541 et Prome elle-même en 1542, commençant à réunifier les anciens territoires du Royaume de Pagan, et au-delà. À plus d'un titre, le « premier empire de Taungû » tire son origine de cette victoire improbable.

## Souvenir
La victoire fut attribuée à la bravoure et à la détermination de Bayinaung dans des circonstances contraires et le nom de Naungyo, avec celui de Bayinaung, entra dans la légende. L'historien GE Harvey l'appelle « la première touche caractéristique du grand Bayinnaung ; c'est comme une bouffée d'air pur après trois siècles de nains » (depuis la chute de Pagan). Bayinnaung allait conquérir la moitié de la péninsule indochinoise, fondant le plus vaste empire de l'histoire de cette région.
Cette bataille, la plus célèbre de l'histoire militaire birmane, est enseignée dans les écoles. Le mot Naungyo fait partie du lexique birman. On dit souvent « နောင်ရိုး စိတ်ဓာတ်ရှိပါ » (lit. Aie l'esprit de Naungyo) ou « ဘုရင့်နောင် ဖောင်ဖျက်သလိုလုပ် » (lit. Détruis tes radeaux comme Bayinnaung) pour encourager quelqu'un à « se jeter à l'eau ».